# 누수르 알자우바
누수르 알자우바(نسور الزوبعة)는 시리아 사회민족당의 무장단체이다. 6,000명에서 8,000명의 병력을 보유한 이 단체는 시리아군 편에 참전하여 시리아 내전의 여러 전투와 군사작전에 참여했다. 시리아 내전이 격화되면서, 누수르 알자우바는 세력이 커졌고, 그들의 병력은 홈스주와 다마스쿠스주에 주로 파견되었으며, 수와이다주에서는 시리아군의 다른 무방 병력들보다 더 우수하다고 평가받고 있다.
그들은 사다드, 마루라, 카르야타인을 비롯한 여러 군사작전에 참여했고, 이 중 가장 유명한 작전은 2018년 리프디슈마크 공세로, 시리아군과 동맹군의 지원, 그리고 러시아 공군의 공습 하에 2013년 이래 반군의 거점이었던 동구타를 탈환한 것이었다. 시리아 사회민족당은 전쟁이 시작된 이래 회원이 수천 명으로 증가했다고 밝혔다.